# Rosane Maggioni
Pour les articles homonymes, voir Maggioni.
Rosane Andrade Maggioni est une joueuse brésilienne de volley-ball née le 4 janvier 1992 à Guarulhos (São Paulo). Elle mesure 1,84 m et joue au poste de passeuse.

## Clubs
| Club                     | De        | À         |
| ------------------------ | --------- | --------- |
| Osasco Voleibol Clube    | 2007-2008 | 2008-2009 |
| Macaé Sports             | 2009-2010 | 2011-2012 |
| Campinas Voleibol Clube  | 2012-2013 | 2013-2014 |
| Esporte Clube Pinheiros  | 2014-2015 | 2014-2015 |
| Smaesch Pfeffingen       | 2015-2016 | 2015-2016 |
| GR Barueri               | jan 2017  | mai 2017  |
| Vandœuvre Nancy VB       | 2017-2018 | 2017-2018 |
| Vôlei Balneário Camboriú | 2018-2019 | …         |

## Palmarès

### Équipe nationale
- Championnat d'Amérique du Sud  des moins de 18 ans
  - Vainqueur : 2008.
- Championnat du monde des moins de 18 ans
  - Vainqueur : 2009.

### Clubs
- Coupe du Brésil
  - Vainqueur : 2008, 2015.
  - Finaliste  : 2007.
- Championnat de Suisse
  - Finaliste : 2016.

### Distinctions individuelles
- Championnat d'Amérique du Sud féminin de volley-ball des moins de 18 ans 2008:Meilleure passeuse.